# پی کشتی‌دم
پی کشتی‌دم یک ستاره است که در صورت فلکی کشتی‌دم قرار دارد.